# Well Ruwanthilaka
Well Don Dinesh Ruwanthilaka (ur. 21 września 1984) – lankijski piłkarz występujący na pozycji obrońcy, 32-krotny reprezentant Sri Lanki, grający w reprezentacji od 2006 roku.

## Kariera klubowa
Ruwanthilaka karierę klubową rozpoczął w 2006 roku w rodzimym klubie Red Sun SC Gampola, w którym grał jeden sezon. Później przeniósł się do klubu Saunders SC Colombo, który to reprezentuje do dzisiaj (stan na 7 lipca 2012).

## Kariera reprezentacyjna
Well Ruwanthilaka gra w reprezentacji od 2006 roku; rozegrał w reprezentacji 32 oficjalne spotkania, w których strzelił trzy gole.